# 來古格士

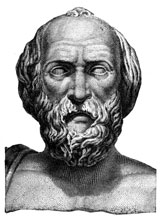
吕库古像

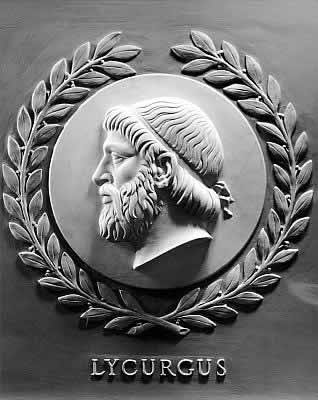
美国众议院會議室中吕库古的浮雕。

來古格士，又譯為吕库古、莱库古、雷克格斯，按罗氏希腊拉丁文译音表应译为吕枯耳戈斯（古希臘文：Λυκοῦργος，前700年？-前630年），是古希臘的一位政治人物，為斯巴達的王族，约活动于公元前7世纪前后，传说中斯巴达政治改革、斯巴達教育制度以及军事培训的创始人。。聽聞克里特的國王善於法律，思用其法以圖治。斯巴达的社会与制度约从较早时期逐步发展而来，因此，作为一个制定法律者莱库古的真实性历来为学者所质疑。
一次因為讒言而離開斯巴達，旅遊於克里特島，學習當地的法律；即又遊埃及各地，亦盡學習那裏的法律，歸國後大受斯巴達人歡迎，要他改良國政。於是吕库古得以暢行所學，大修法律。立法既竟，復捨身以成就其法，使垂之無窮。
历史学家们如希罗多德，色诺芬和普鲁塔克都曾经提到过他。虽然我们不是很清楚吕库古是否是一个真实的历史人物。伯特兰·罗素的《西方哲学史》认为他是关于阿卡狄亚人起源神话中的人物，他的名字的意思是“驱狼者”。
但是，许多历史学家都相信吕库古对斯巴达进行了社会和军事的改革，从而改造了斯巴达的社会，其中最主要的一项改革被称为“大公约”（The Great Rhetra – 按照普鲁塔克在《希腊罗马名人传》中的说法，Rhetra是指吕库古从德尔菲得到的那个神谕，告诉他应如何塑造斯巴达社会）。古代的历史学家们认为他生活在公元前七世纪的早期。

## 生平
根据古代文献的记载，吕库古是一个老兵，在他战友们的支持下，他终于成为国王卡里拉欧斯的摄政王或导师。他在一次与政敌的争斗中失去一支眼睛，对方被罚给他做一段时间的仆人，此人最终则成为他最大的支持者之一。所有最后归功于吕库古的改革包括：放弃使用金和银制造钱币并代之以铁制货币（这一点恐怕不可信，因为硬币直到公元前500年左右才开始使用）；所有人都一起就餐，未婚的人们共同住在简陋的兵营中；拆毁城墙以提升战斗技能；重新分配斯巴达的土地并且强制性由希洛特人耕种；以及由国王、斯巴达公民、议员和监察官之间分配权力的政府体制。
同样他也创建斯巴达被称为agoge的教育体系，由少年军事化的单位负责抚养儿童（而且有意不让孩子们吃饱，这样他们就可以学习偷窃食物来果腹，这是一种军事生存训练）。
传说中吕库古要去希腊圣地德尔斐请教阿波羅神諭，在走之前跟國民立下誓約，在他回來以前，不能改變他的法律。他到德尔斐之后，神諭說他的法律很优秀，於是吕库古绝食自尽，使得斯巴達人遵守吕库古的法律，歷經14位斯巴達國王統治，完全沒有變動吕库古的法律。

## 译名对照表
- Lycurgus 吕库古，又译为莱库格斯、来古格士、来库古、莱克尔加斯等等。
- Charilaus	卡里拉欧斯，传说中的斯巴达国王。
- Helots		希洛特人，又译为黑劳士。斯巴达的农奴，他们很可能不是一个民族，而是被斯巴达人征服的那些国家的居民，例如许多美塞尼亚人（Messenian）被征服后就成了Helots。
- Delphi		德尔菲神庙，以阿波罗的神谕为最著名。